# Wiedemannia sorex
Wiedemannia sorex är en tvåvingeart som först beskrevs av Engel 1918.  Wiedemannia sorex ingår i släktet Wiedemannia och familjen dansflugor. Inga underarter finns listade i Catalogue of Life.